# Midi torride
Pour plus de détails, voir Fiche technique et Distribution.
Midi torride (Горещо пладне, Goreshto pladne) est un film bulgare réalisé par Zako Heskiya, sorti en 1965.

## Synopsis
Lors d'un été chaud, trois garçons jouent dans une rivière quand l'un d'eux se coince la main entre les pierres d'un pont. L'eau monte et toutes les personnes alentour s'affairent pour le libérer.

## Fiche technique
- Titre : Midi torride
- Titre original : Горещо пладне (Goreshto pladne)
- Réalisation : Zako Heskiya
- Scénario : Yordan Raditchkov
- Musique : Milcho Leviev
- Photographie : Todor Stoyanov
- Montage : Katya Vasileva
- Société de production : Boyana Film et Filmbulgaria
- Pays :  Bulgarie
- Genre : Drame
- Durée : 89 minutes
- Dates de sortie : 
  -  France : mai 1965 (Festival de Cannes)
  -  Bulgarie : 3 janvier 1966

## Distribution
- Plamen Nakov : Aleko
- Petar Slabakov : Generalat
- Grigor Vachkov : Selyanin
- Rousy Chanev : Voynik
- Gerasim Mladenov : Chinovnik
- Vladislav Molerov : Kapitanat
- Kalina Antonova : Devoyka
- Ivan Bratanov : Selyanin
- Dimitar Panov
- Naicho Petrov : Pasazher
- Dora Staeva : Mayka
- Kyamil Kyuchukov
- Lachezar Yankov
- Asparuh Sariev
- Lyubomir Kirilov
- Nikola Dadov
- Sofka Atanasova
- Georgi Karev
- Ana Georgieva
- Dimitar Manchev
- Nikola Anastasov
- Alexander Dimov
- Yordan Spasov
- Georgi Dzhubrilov

## Distinctions
Le film a été présenté en sélection officielle en compétition au Festival de Cannes 1965.